# Ronde van Italië 1909
De eerste editie van de Ronde van Italië ging op 13 mei 1909 van start in Milaan. Er stonden 115 renners aan de start. Daaronder waren vier Franse renners. De overige deelnemers waren Italianen. Slechts 49 renners haalden de finish, ook in Milaan. De Italiaan Luigi Ganna won.

## Etappe-overzicht
| Datum  | Etappe    | Start – Finish   | Afstand  | Eerste                    | Tweede                    | Derde                     | Klassementsleider   |
| ------ | --------- | ---------------- | -------- | ------------------------- | ------------------------- | ------------------------- | ------------------- |
| 13 mei | 1e etappe | Milaan – Bologna | 397 km   | Dario Beni (Ita)          | Mario Pesce (Ita)         | Carlo Galetti (Ita)       | Dario Beni (Ita)    |
| 16 mei | 2e etappe | Bologna – Chieti | 378,5 km | Giovanni Cuniolo (Ita)    | Luigi Ganna (Ita)         | Louis Trousselier (Fra)   | Luigi Ganna (Ita)   |
| 18 mei | 3e etappe | Chieti – Napels  | 242,8 km | Giovanni Rossignoli (Ita) | Carlo Galetti (Ita)       | Clemente Canepari (Ita)   | Carlo Galetti (Ita) |
| 20 mei | 4e etappe | Napels – Rome    | 228,1 km | Luigi Ganna (Ita)         | Carlo Oriani (Ita)        | Giovanni Rossignoli (Ita) | Luigi Ganna (Ita)   |
| 23 mei | 5e etappe | Rome – Florence  | 346,5 km | Luigi Ganna (Ita)         | Carlo Galetti (Ita)       | Ezio Corlaita (Ita)       | Luigi Ganna (Ita)   |
| 25 mei | 6e etappe | Florence – Genua | 294,4 km | Giovanni Rossignoli (Ita) | Carlo Galetti (Ita)       | Luigi Ganna (Ita)         | Luigi Ganna (Ita)   |
| 27 mei | 7e etappe | Genua – Turijn   | 357 km   | Luigi Ganna (Ita)         | Giovanni Rossignoli (Ita) | Carlo Galetti (Ita)       | Luigi Ganna (Ita)   |
| 30 mei | 8e etappe | Turijn – Milaan  | 206 km   | Dario Beni (Ita)          | Carlo Galetti (Ita)       | Luigi Ganna (Ita)         | Luigi Ganna (Ita)   |

## Eindklassement
| Plaats  | Naam                | Ploeg   | Punten |
| ------- | ------------------- | ------- | ------ |
| Winnaar | Luigi Ganna         | Atala   | 25     |
| 2       | Carlo Galetti       | Legnano | 27     |
| 3       | Giovanni Rossignoli | Legnano | 40     |
| 4       | Clemente Canepari   | Legnano | 59     |
| 5       | Carlo Oriani        | Stucchi | 72     |
| 6       | Ernesto Azzini      |         | 77     |
| 7       | Dario Beni          | Bianchi | 91     |
| 8       | Enrico Sala         | Bianchi | 98     |
| 9       | Ottorino Celli      | Bianchi | 117    |
| 10      | Giovanni Marchese   | Legnano | 139    |

 winnaars · 
roze trui · 
  puntenklassement · 
  bergklassement · 
 jongerenklassement · 
 intergiro · 
 ploegenklassement · 
 strijdlust · 
 zwarte trui
Giro d'Italia Next Gen · Giro Donne · Cima Coppi
 Belgische rozetruidragers · etappewinnaars
 Nederlandse rozetruidragers · etappewinnaars
Mannen:
1909 · 
1910 · 
1911 · 
1912 · 
1913 · 
1914 · 
1919 · 
1920 · 
1921 · 
1922 · 
1923 · 
1924 · 
1925 · 
1926 · 
1927 · 
1928 · 
1929 · 
1930 · 
1931 · 
1932 · 
1933 · 
1934 · 
1935 · 
1936 · 
1937 · 
1938 · 
1939 · 
1940 · 
1946 · 
1947 · 
1948 · 
1949 · 
1950 · 
1951 · 
1952 · 
1953 · 
1954 · 
1955 · 
1956 · 
1957 · 
1958 · 
1959 · 
1960 · 
1961 · 
1962 · 
1963 · 
1964 · 
1965 · 
1966 · 
1967 · 
1968 · 
1969 · 
1970 · 
1971 · 
1972 · 
1973 · 
1974 · 
1975 · 
1976 · 
1977 · 
1978 · 
1979 · 
1980 · 
1981 · 
1982 · 
1983 · 
1984 · 
1985 · 
1986 · 
1987 · 
1988 · 
1989 · 
1990 · 
1991 · 
1992 · 
1993 · 
1994 · 
1995 · 
1996 · 
1997 · 
1998 · 
1999 · 
2000 · 
2001 · 
2002 · 
2003 · 
2004 · 
2005 · 
2006 · 
2007 · 
2008 · 
2009 · 
2010 · 
2011 · 
2012 · 
2013 · 
2014 · 
2015 · 
2016 · 
2017 · 
2018 · 
2019 · 
2020 · 
2021 · 
2022 · 
2023 · 
2024 · 
2025
Vrouwen:
1988 · 
1989 · 
1990 · 
1991 ·
1992 ·
1993 · 
1994 · 
1995 · 
1996 · 
1997 · 
1998 · 
1999 · 
2000 · 
2001 · 
2002 · 
2003 · 
2004 · 
2005 · 
2006 · 
2007 · 
2008 · 
2009 · 
2010 · 
2011 · 
2012 ·
2013 · 
2014 ·
2015 ·
2016 ·
2017 ·
2018 ·
2019 ·
2020 ·
2021 ·
2022 ·
2023 ·
2024 ·
2025